# Dallas – Wie alles begann
Dallas – Wie alles begann (Originaltitel: Dallas – The Early Years) ist ein US-amerikanischer Fernsehfilm aus dem Jahr 1986. Regie führte Larry Elikann, das Drehbuch schrieb David Jacobs. Der Film ist ein Prequel zur Fernsehserie Dallas.

## Handlung
Der Film zeigt die Anfänge (von 1933 bis Anfang der 1950er-Jahre) von John Ross „Jock“ Ewing, Eleanor „Miss Ellie“ Southworth Ewing und Willard „Digger“ Barnes.
Der Film beginnt mit J.R. Ewing, der von einem Reporter zur Barnes-Ewing Feindschaft interviewt wird, und handelt von der Dreiecksbeziehung Jock – Ellie – Digger, dem Ursprung der langen und andauernden Fehde zwischen Jock Ewing und Digger Barnes sowie der Entstehung des legendären Ewing Oil Imperiums.
Neben Jocks Bruder Jason und Ellies Vater Aaron wird auch von Jocks erster Ehe mit Amanda Lewis und Ellies Beziehung zu ihrem Bruder Garrison und ihrer Mutter Barbara erzählt.